# Effondrement du grand magasin Sampoong
L'effondrement du grand magasin Sampoong (삼풍백화점 붕괴 사고) est une catastrophe survenue le 29 juin 1995 à Séoul en Corée du Sud à la suite de défauts de construction. Le lourd bilan s'élève à 502 morts et 937 blessés, ce qui en fait le pire désastre de l'histoire du pays en temps de paix mais également parmi les effondrements de bâtiments jusqu'aux attentats du 11 septembre 2001 et parmi les effondrements non liés au terrorisme jusqu'à l'effondrement du Rana Plaza au Bangladesh.

## Construction
La construction du bâtiment débute en 1987. Il est situé dans l'arrondissement de Seocho-gu, sur le site d'une ancienne décharge. Sampoong prévoit d'édifier un immeuble de bureaux, comportant quatre étages, plus quatre niveaux en sous-sol. La construction est confiée à la société Woosung.
Durant les travaux, le propriétaire de Sampoong, Lee Joon, propose l'ajout d'un cinquième étage, idée à laquelle s'oppose Woosung Construction, qui a déjà bâti les fondations et les niveaux en sous-sol. L'entreprise est alors remplacée par la branche construction de la société Sampoong. Le bâtiment, qui est constitué de deux ailes reliées par un atrium, voit sa destination modifiée. Son propriétaire décide de le transformer en grand magasin, dont le cinquième étage doit abriter huit restaurants.

## Ouverture
Le grand magasin Sampoong ouvre ses portes en décembre 1989 et reçoit le public durant plus de cinq ans. Il devient un lieu à la mode fréquenté par les familles des hommes d'affaires et des politiciens séoulites. Au milieu des années 1990, il emploie 1 000 personnes, accueille 40 000 clients par jour, et son chiffre d'affaires quotidien dépasse les 500 000 dollars. En 1995, quelques semaines avant son effondrement, le bâtiment passe avec succès une inspection de sécurité.

## Effondrement

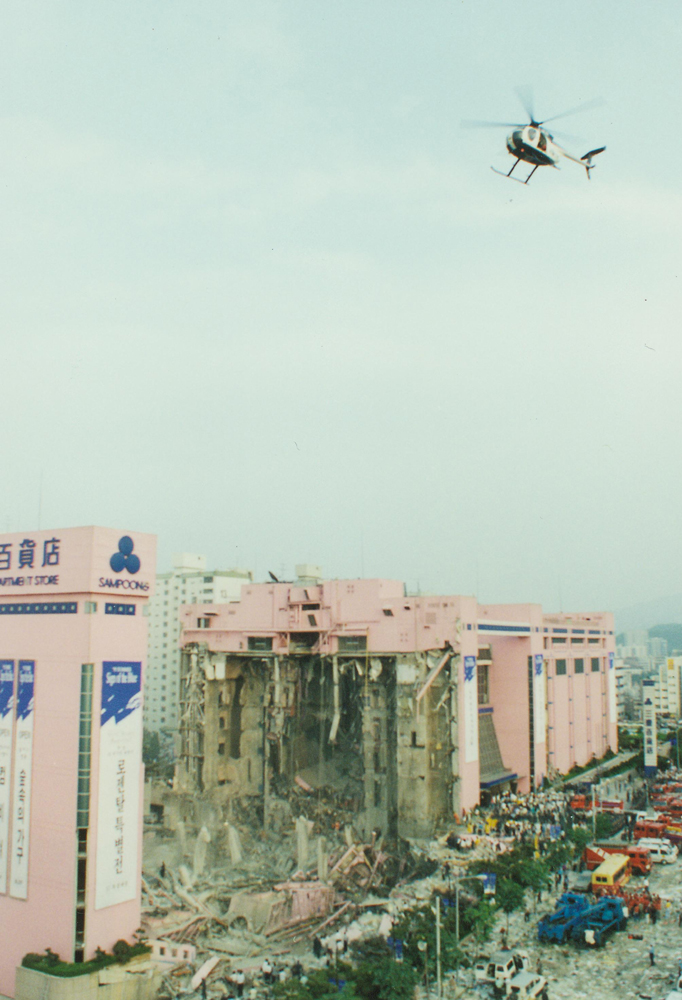
Vue du bâtiment peu après l'effondrement. Hormis la tour à gauche de l'image, l'ensemble de l'aile sud s'est écroulée. Un hélicoptère de secours survole le site.

Le 29 juin 1995 à 17 h 52 heure locale, le grand magasin Sampoong s'écroule. Environ 1 500 personnes sont coincées sous les décombres. Le bilan de l'effondrement s'élève à 502 morts et 937 blessés parmi les clients et employés,.
L'enquête démontrera le non-respect par les entreprises de construction des plans des architectes, notamment le diamètre des piliers de soutien ramené de 80 cm à 60 cm faisant chuter le nombre des barres d'acier internes de renfort de 16 à 8 diminuant ainsi de 50 % leur résistance mécanique. Le facteur déterminant serait le déplacement sur roulettes de plusieurs unités de climatisation de plusieurs tonnes chacune sur le toit du bâtiment fragilisant la structure de la dalle béton, le facteur déclenchant les fortes vibrations engendrées par leur fonctionnement le jour même de la catastrophe.

## Conséquences

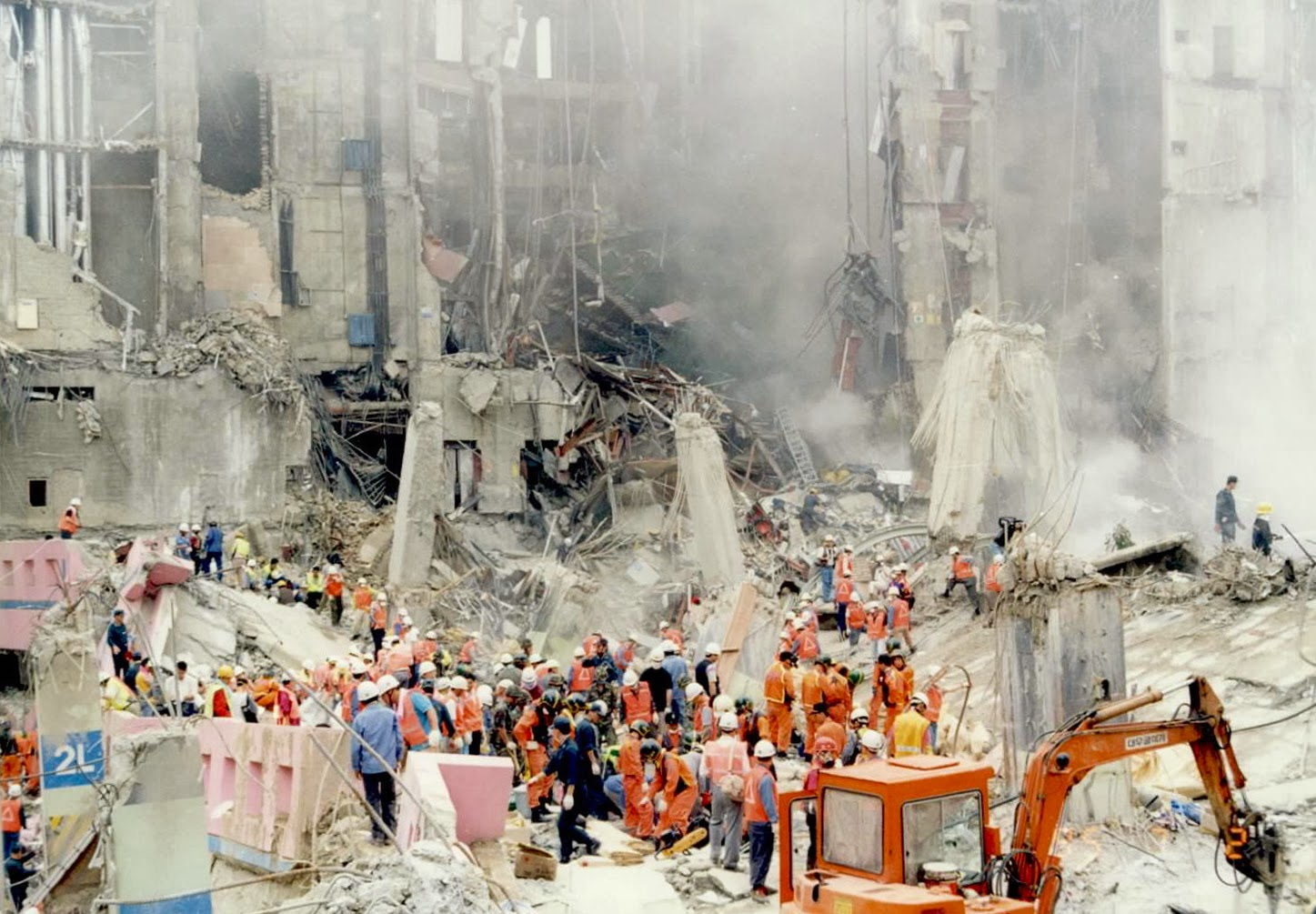
Équipes de secours sur le site de la catastrophe.

### Réaction générale et réévaluation nationale des grands bâtiments
La catastrophe choque profondément le public et des manifestations de rues ont lieu pendant des mois. Les normes de sécurité des projets construits en Corée du Sud durant le boom économique des années 1980 et 1990 deviennent sujettes à inquiétude et de nouvelles règles de sécurité sont étudiées. 
Tout comme l'effondrement du pont Seongsu survenu huit mois plus tôt, la catastrophe met également en lumière le haut niveau de corruption parmi les fonctionnaires de la ville, qui acceptent des pots-de-vin pour ne pas se montrer tatillons sur les normes de sécurité.

### Survivants notables
- Shin Jeong-ah (en) (신정아, femme de 23 ans), secourue après huit heures[5]
- Choe Myeong Seok  (최명석, homme de 20 ans), secouru après 11 jours (230 heures)
- Yoo Ji Hwan  (유지환, femme de 18 ans), secourue après 13 jours (285 heures)
- Park Seung Hyun  (박승현, femme de 19 ans), secourue après 17 jours (377 heures)[6],[7]

### Le site aujourd'hui
Les parties du bâtiment qui ne se sont pas effondrées sont démolies peu après la catastrophe, et le site reste vacant jusqu'en 2000 quand commence la construction d'un complexe d'appartements luxueux, achevé en 2004.

### Mémorial

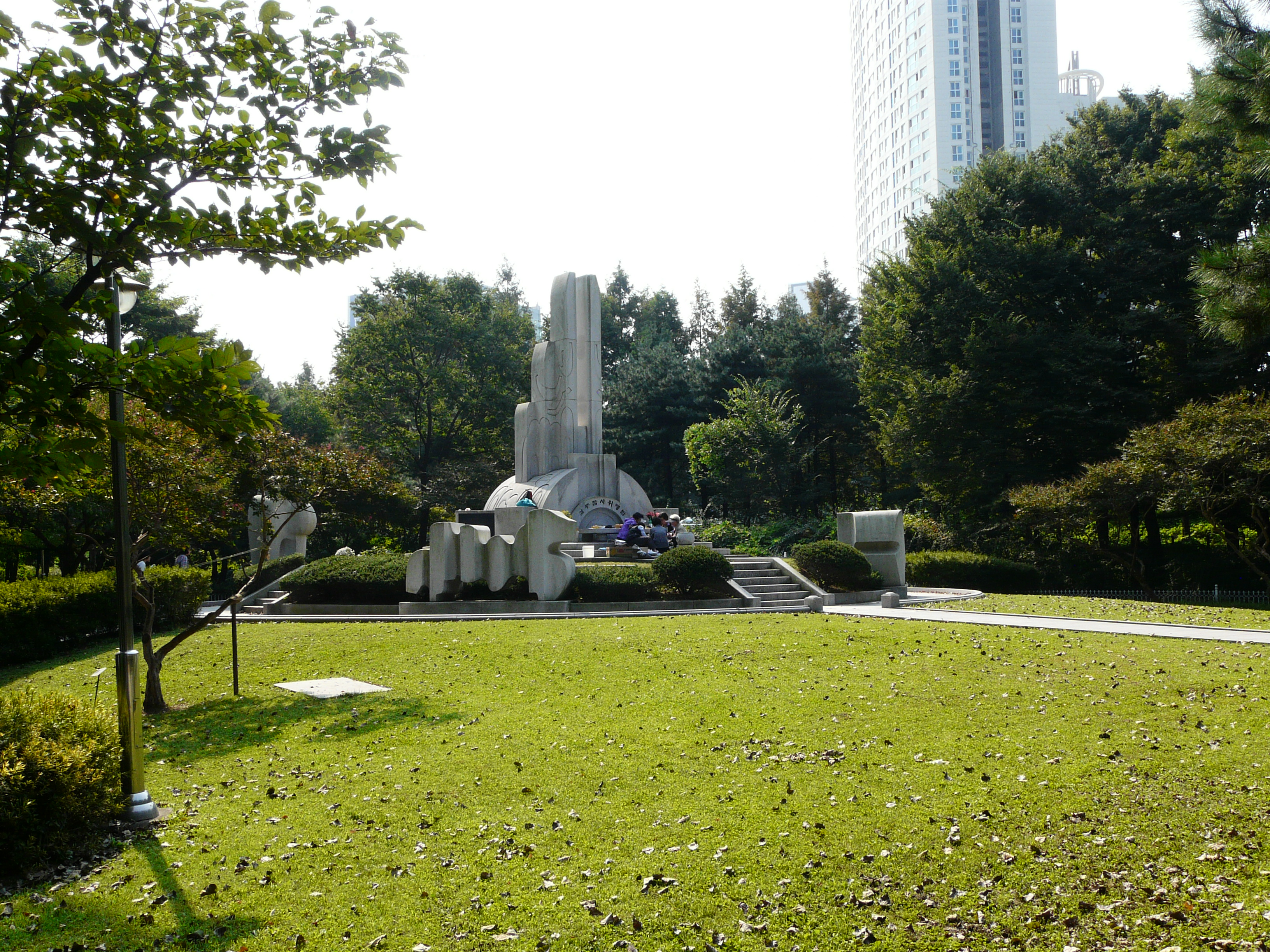
Monument en mémoire de la catastrophe.

La « Forêt des citoyens de Yangjae (en) » est une sculpture érigée en mémoire de la catastrophe.

## Documentaires télévisés
- Effondrement à Séoul, 11e épisode de la 3e saison de La Minute de vérité sur National Geographic Channel et sur Direct 8.
- Rain or Shine, drame coréen s'inspirant librement de l'évènement, diffusé par JTBC en 2017-2018.
- Black, drame coréen rendant hommage aux victimes par l'incrustation du drame dans l'histoire de celui-ci, diffusé par OCN en 2017.
- Move to Heaven, drame coréen rendant hommage aux victimes (épisode 8).
- J'ai survécu: Tragédies coréennes, épisodes 7 et 8, diffusé sur Netflix. Documentaire en deux parties qui revient sur les évènements, avec l'intervention de survivants.

## Galerie

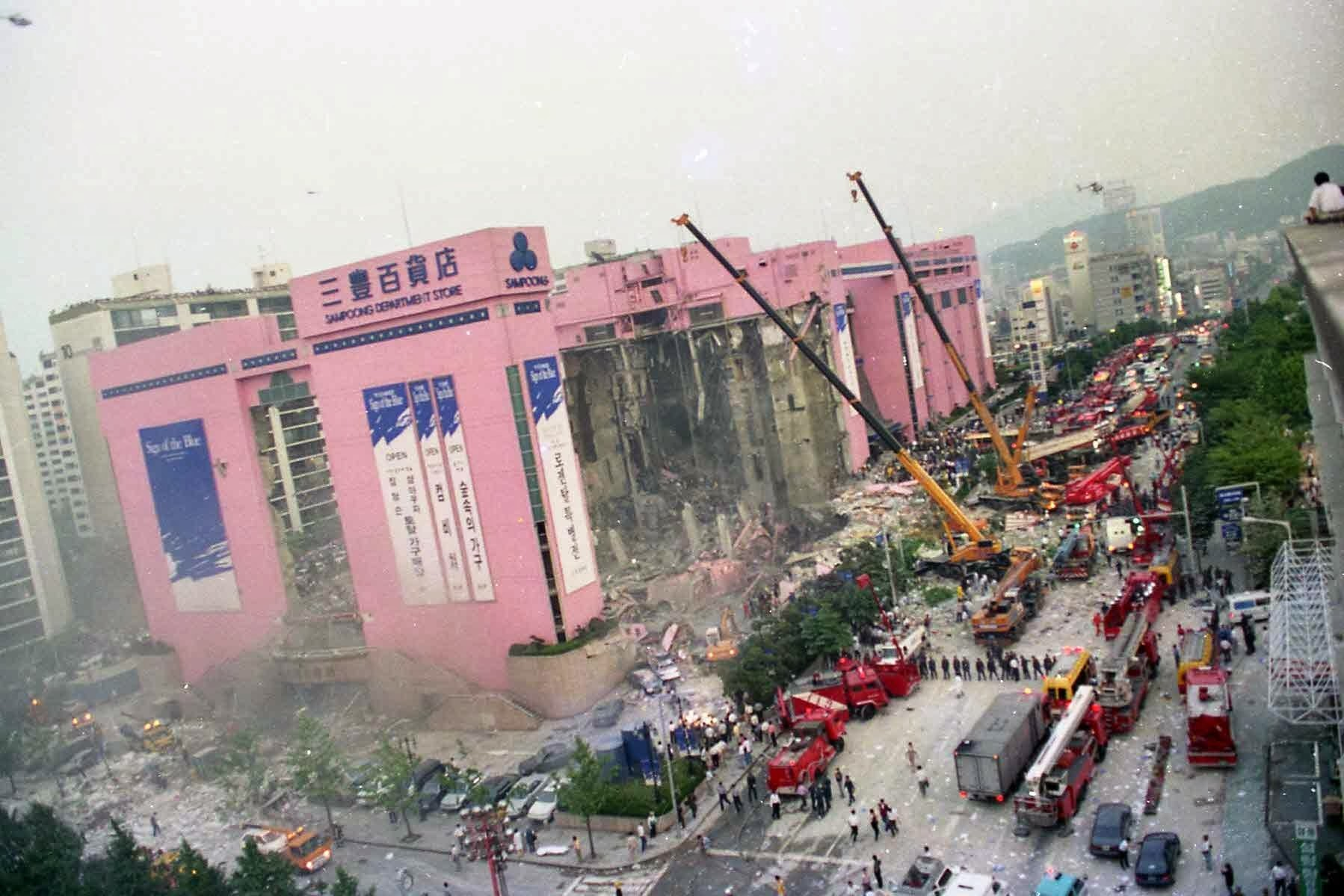
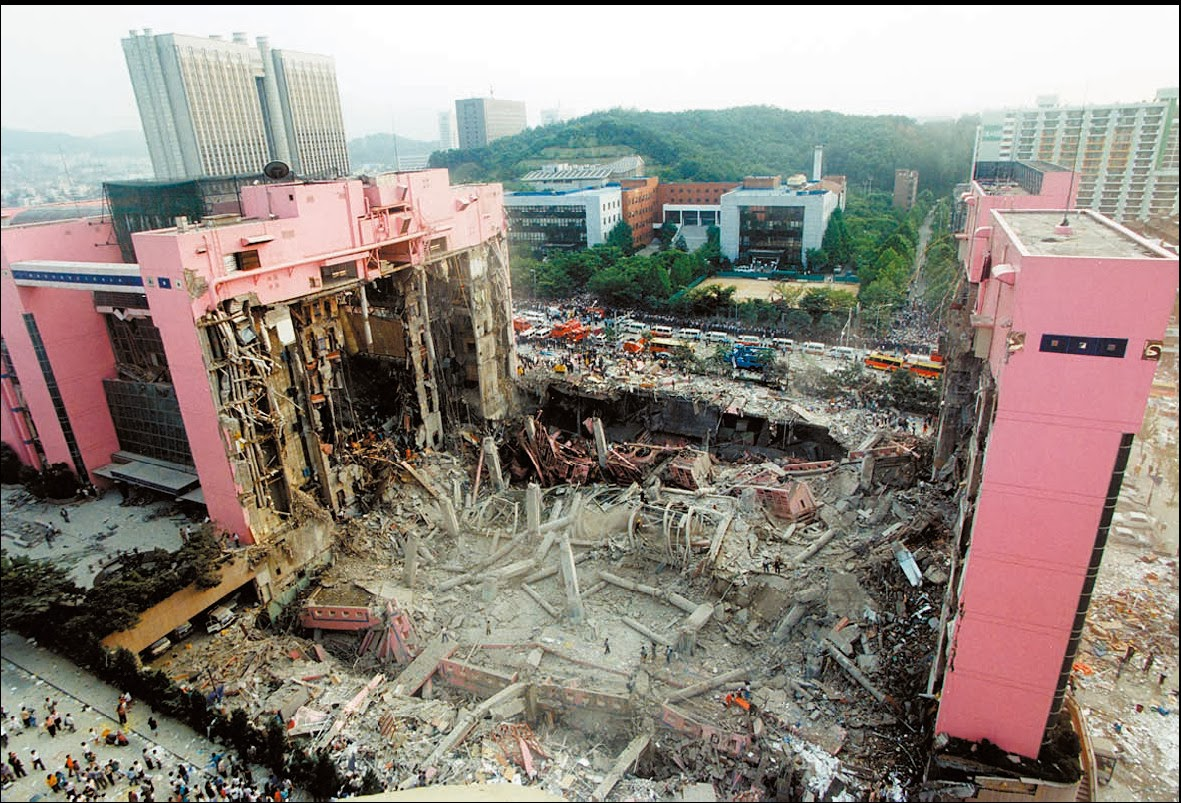
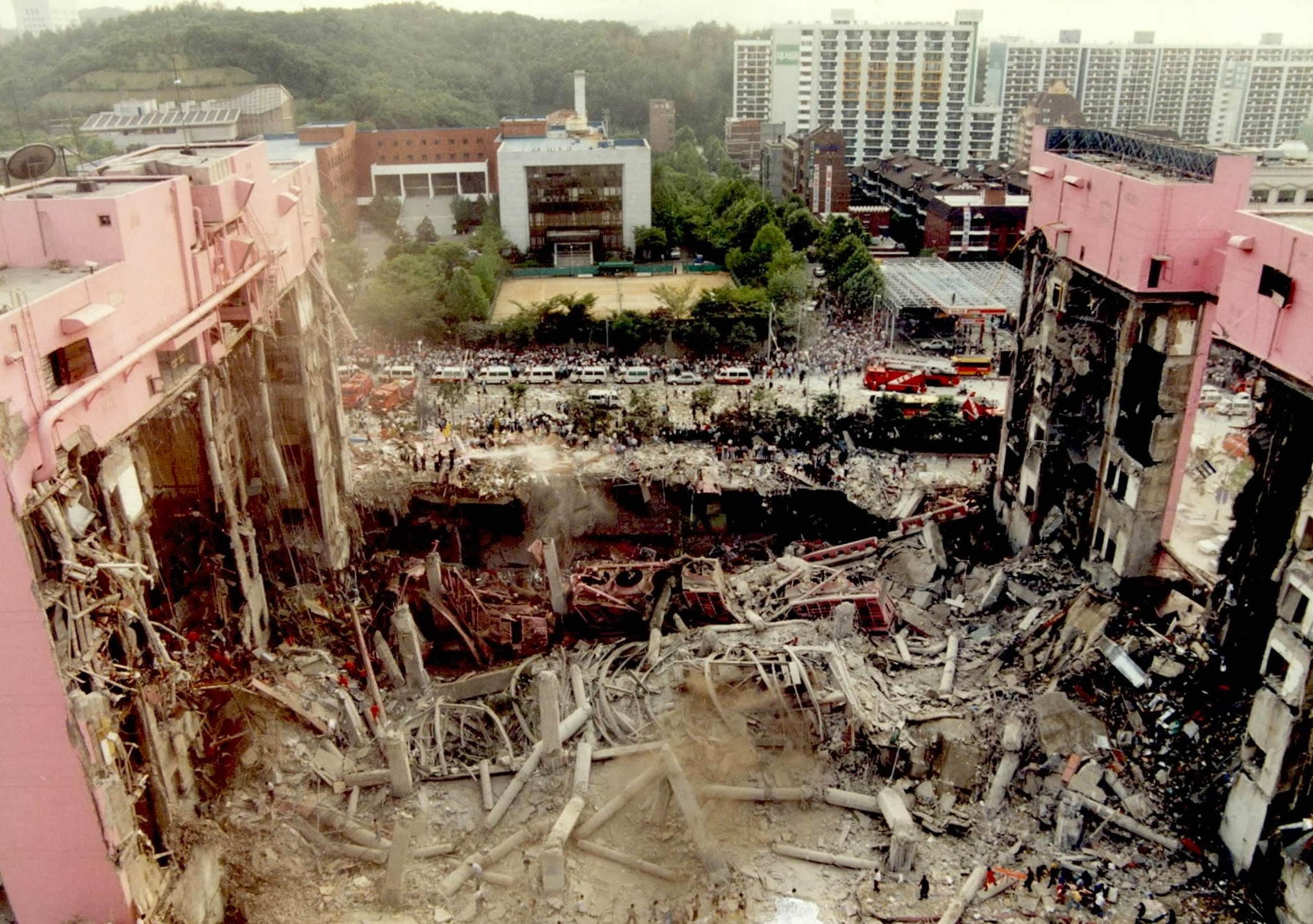
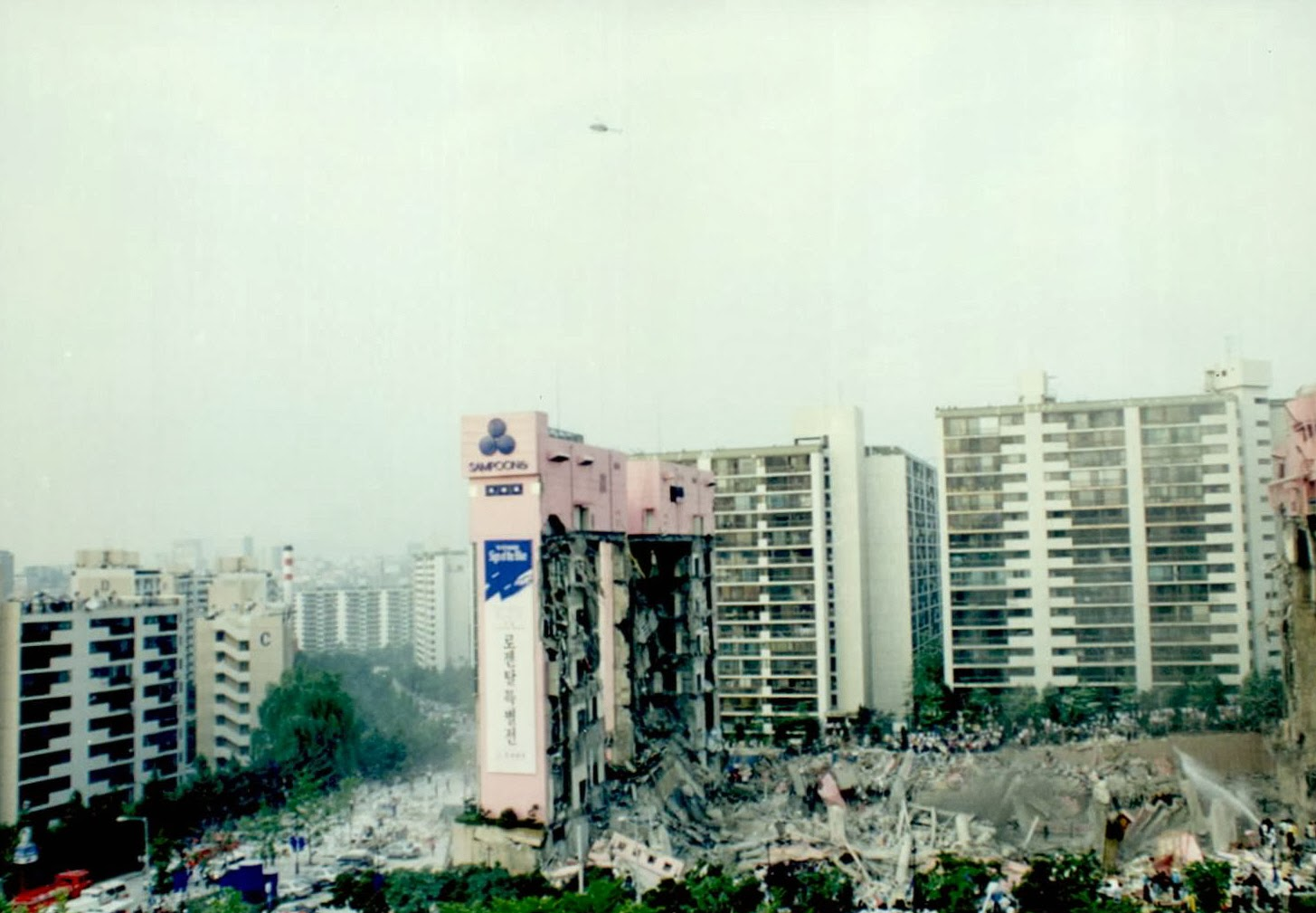
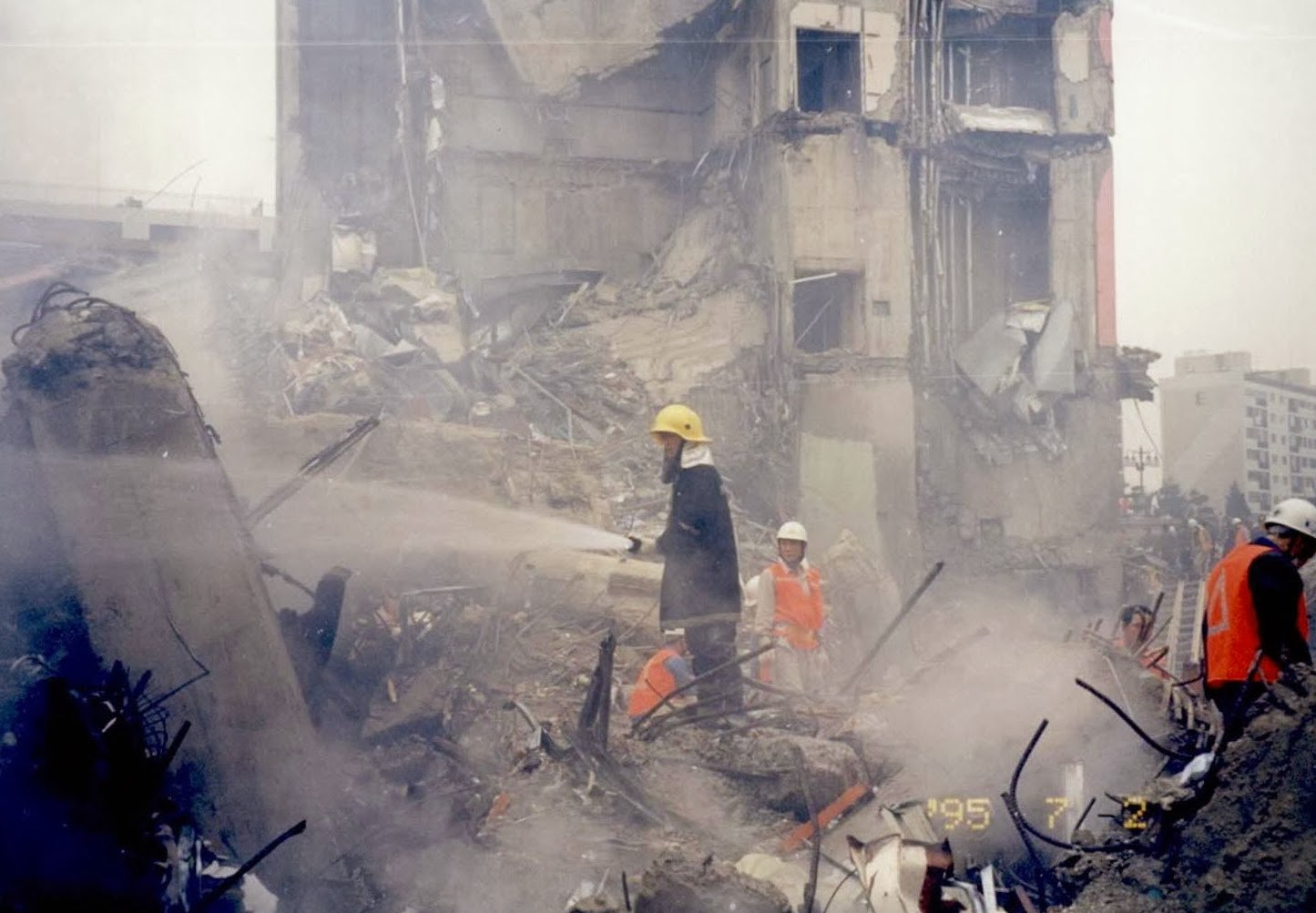
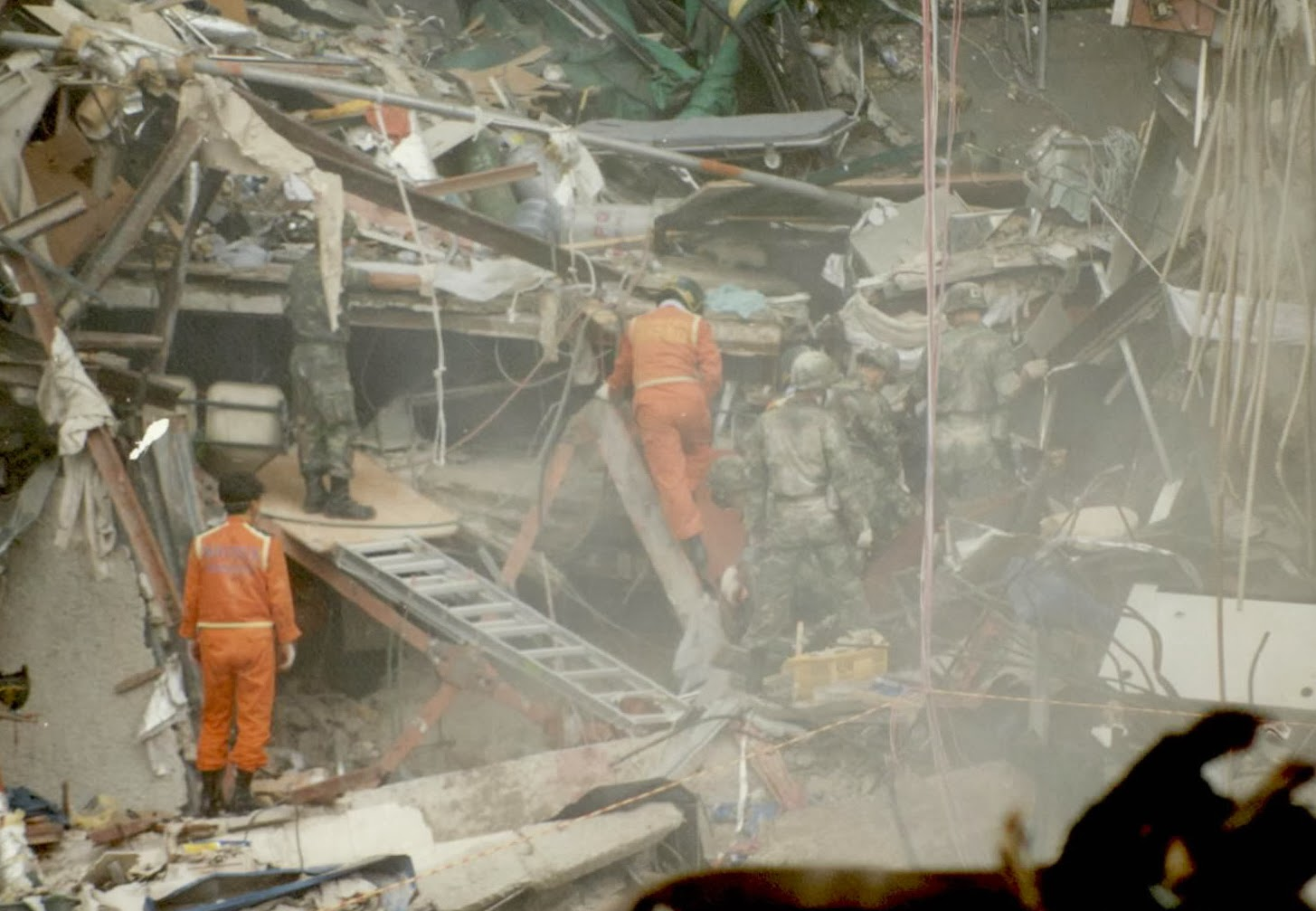
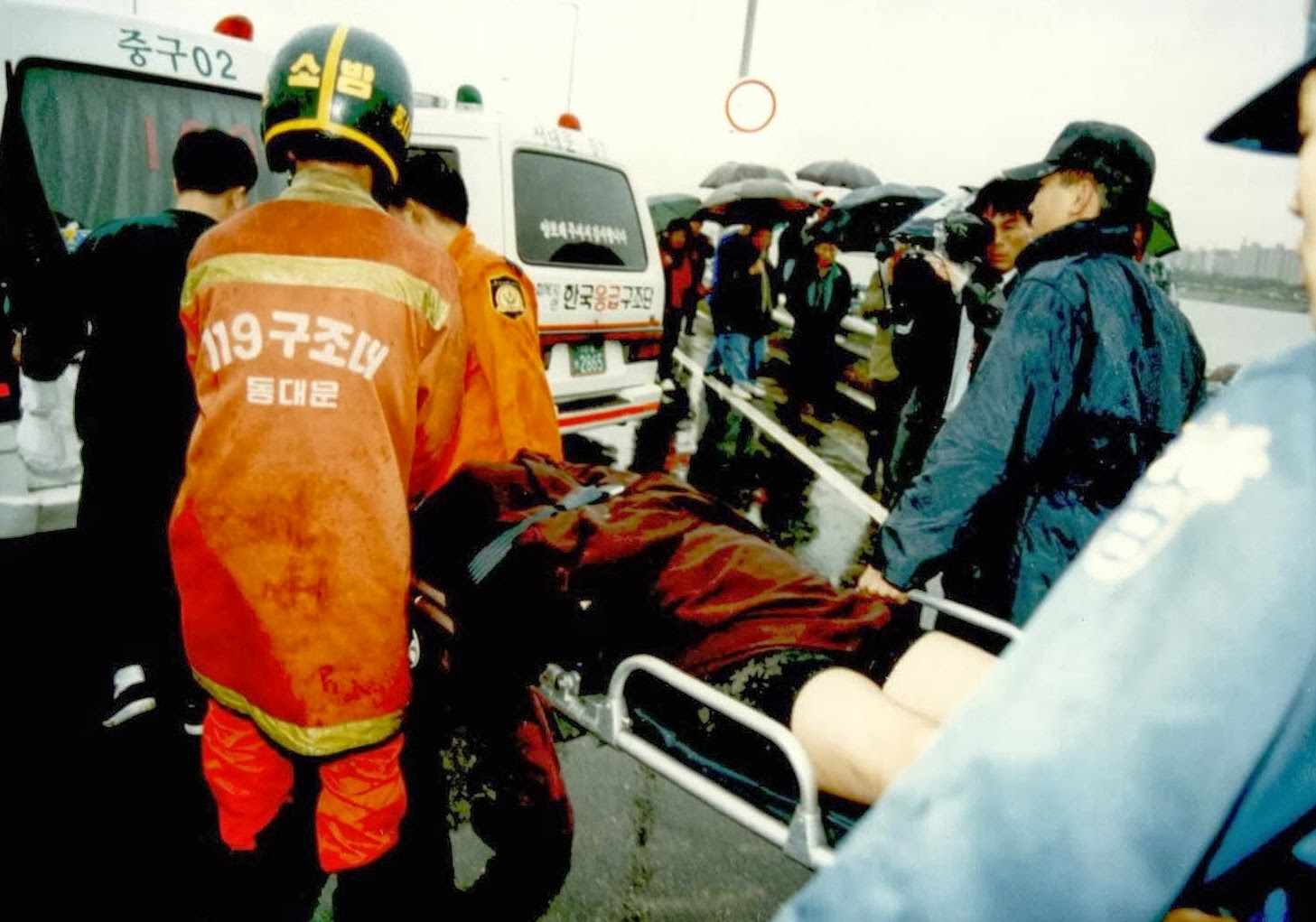
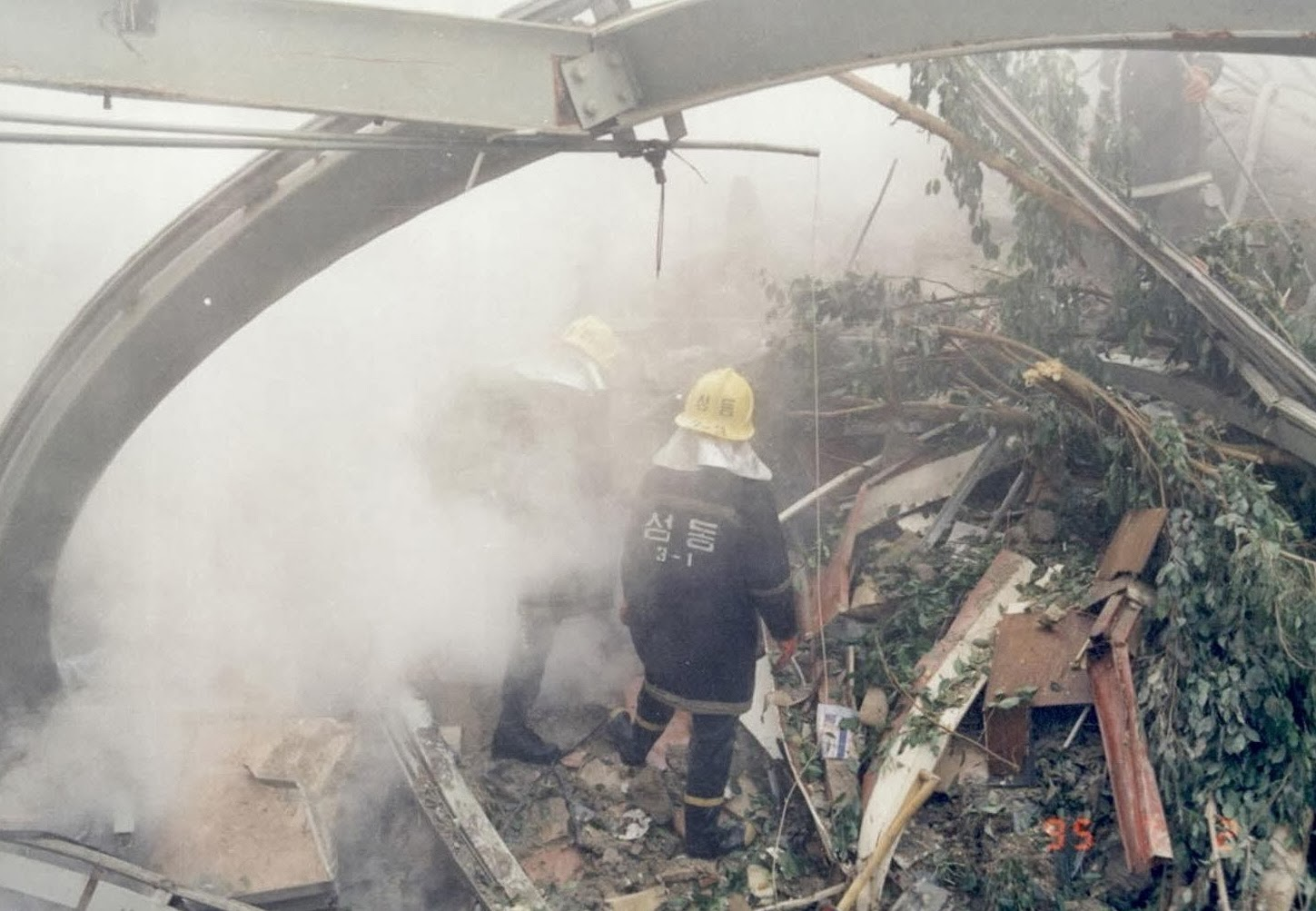
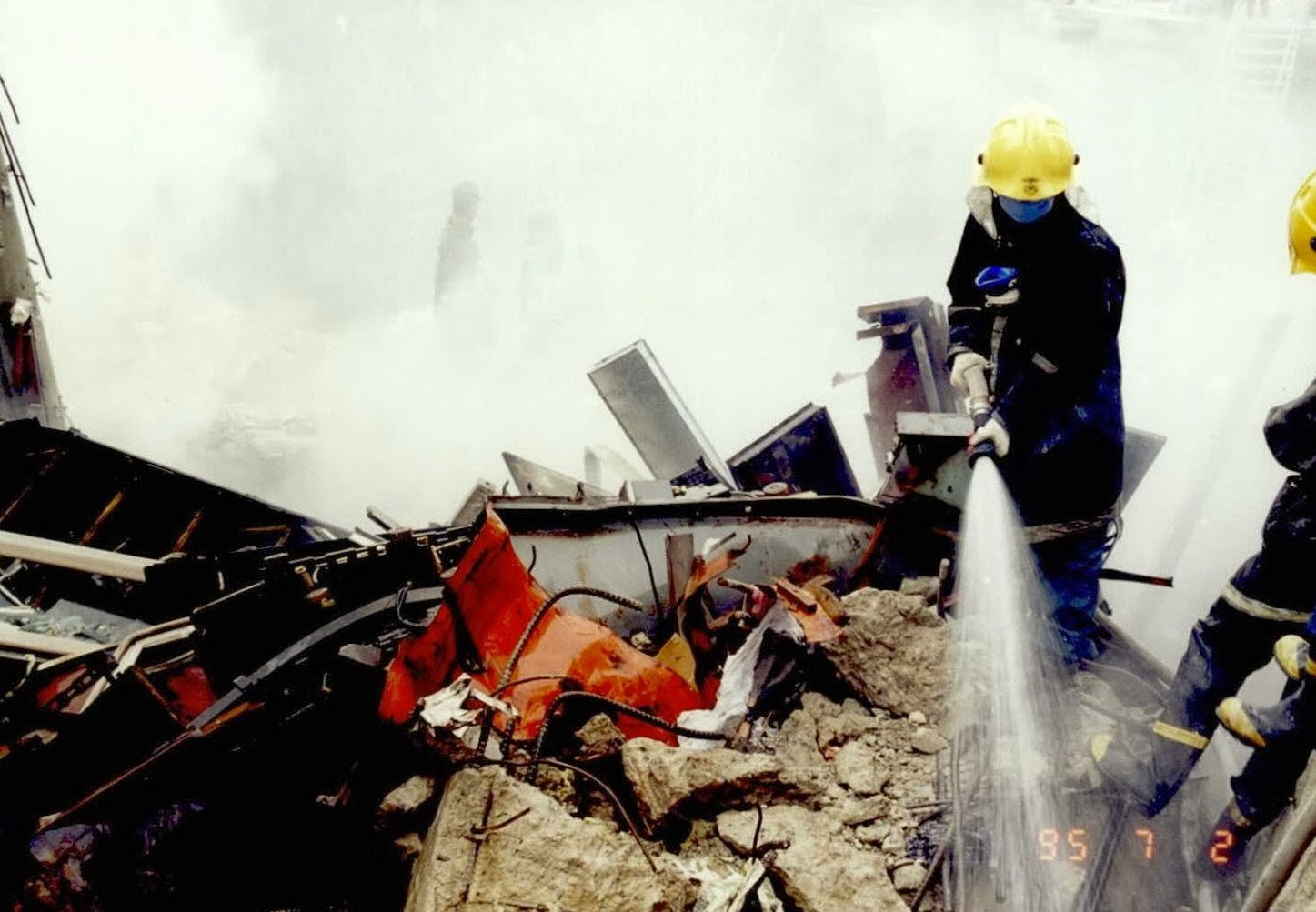
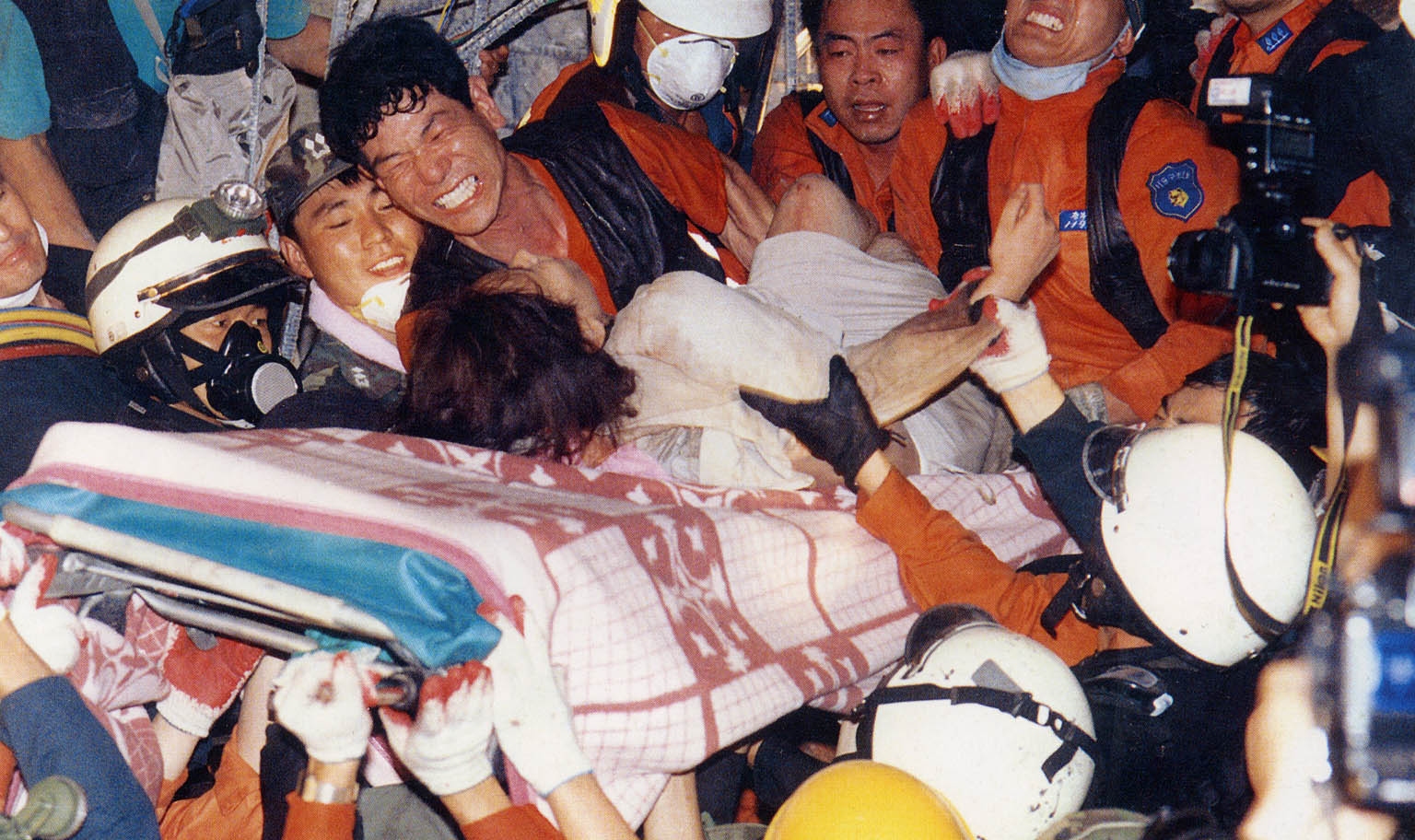
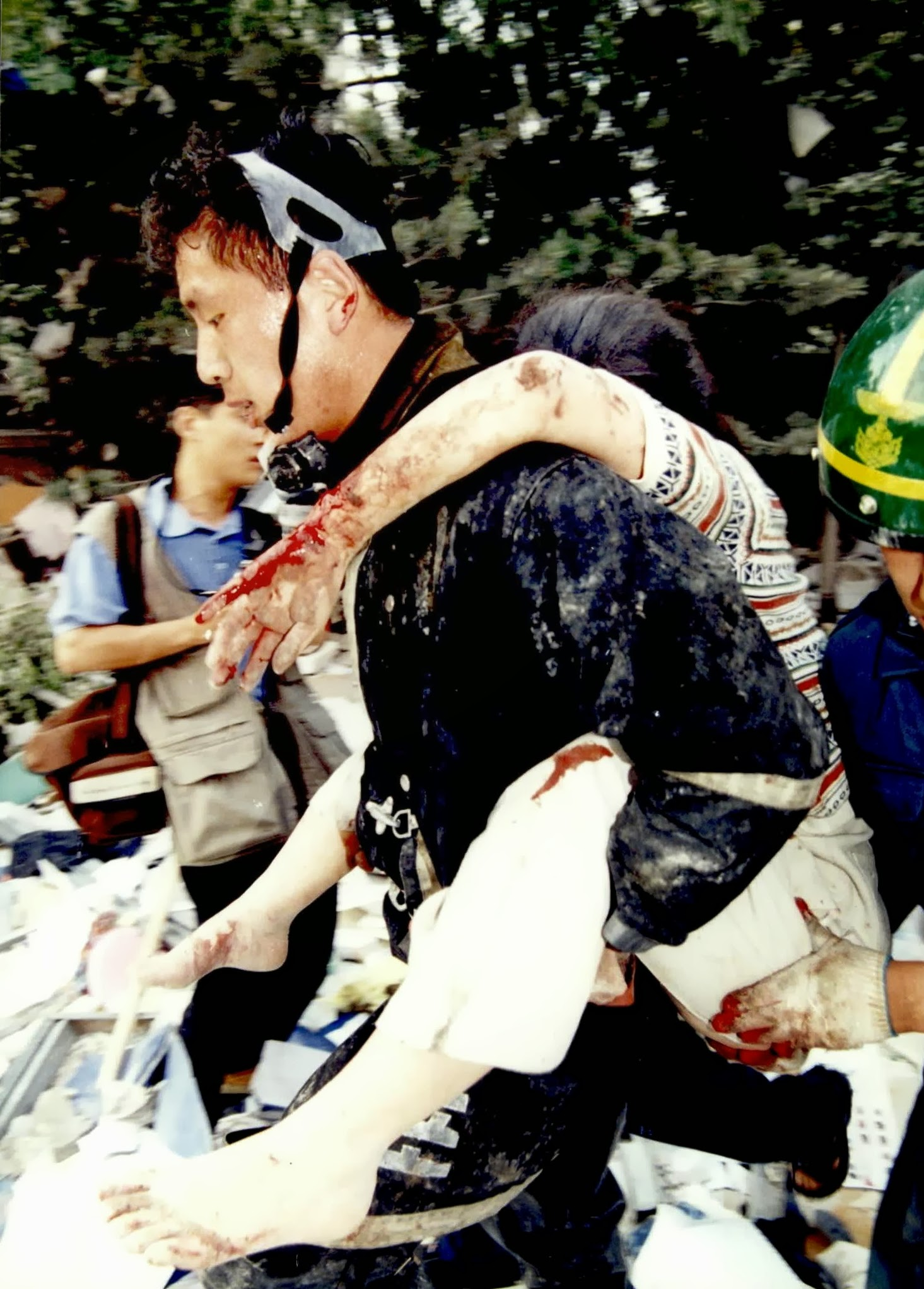
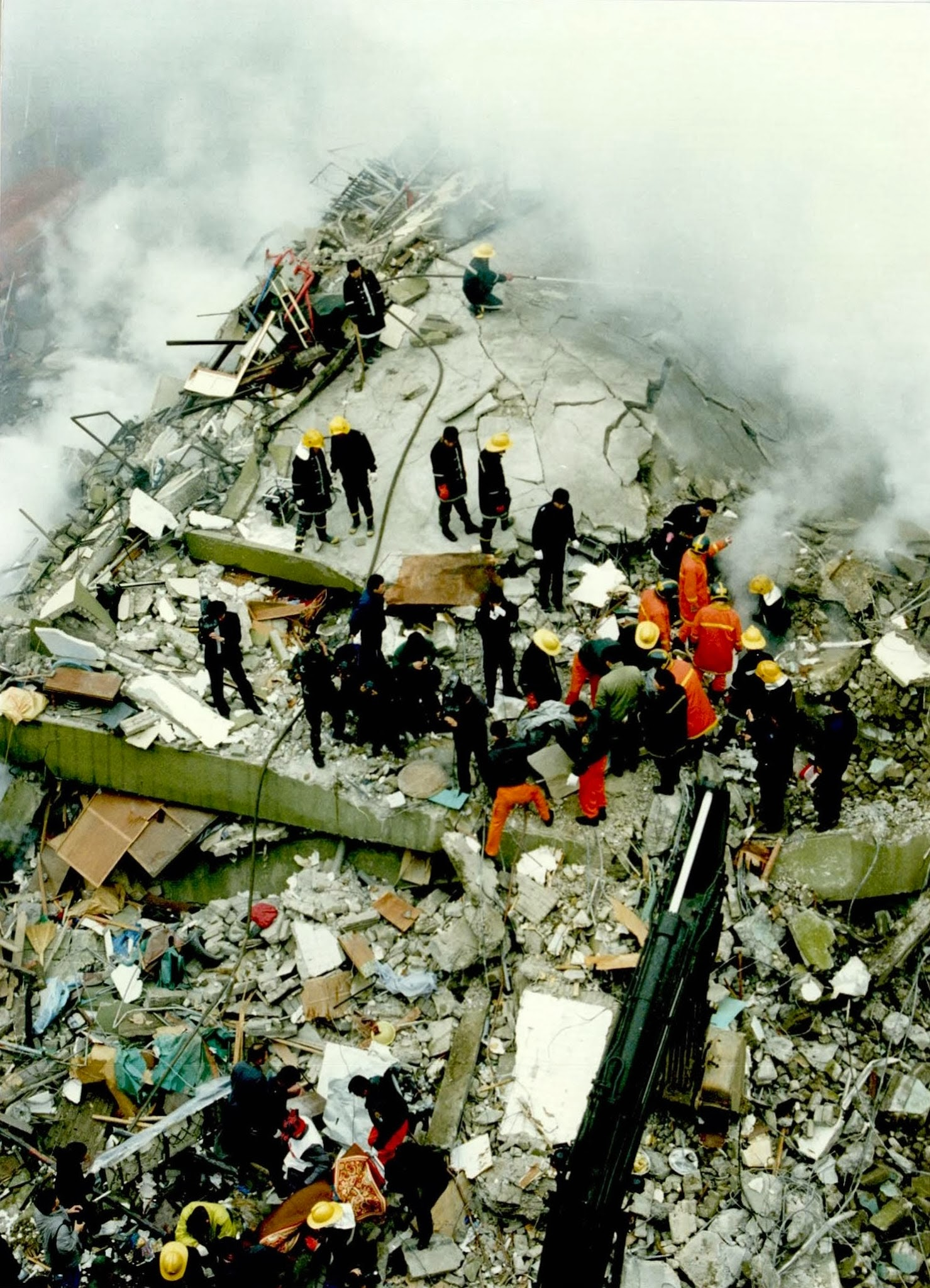